# Підводні човни типу «Тріумфан»
| Підводні човни типу «Тріумфан»                                                                                            | Підводні човни типу «Тріумфан»                             | Підводні човни типу «Тріумфан»                             |
| --- | ---------------------------------------------------------- | ---------------------------------------------------------- |
| |                                                            |                                                            |
| |                                                            |                                                            |
| |                                                            |                                                            |
| Під прапором | Франція                                                    | Франція                                                    |
| Спуск на воду | 1993–2010 (4 човна)                                        | 1993–2010 (4 човна)                                        |
| Проєкт |                                                            |                                                            |
| Тип ПЧ | Підводні човни атомні з ракетами балістичними (ПЧАРБ)      | Підводні човни атомні з ракетами балістичними (ПЧАРБ)      |
| Класифікація НАТО | Le Triomphant                                              | Le Triomphant                                              |
| Вартість | €3,1 млрд. (2009)                                          | €3,1 млрд. (2009)                                          |
| Основні характеристики |                                                            |                                                            |
| Швидкість (надводна) | 12 вузлів (22 км/год)                                      | 12 вузлів (22 км/год)                                      |
| Швидкість (підводна) | 25 вузлів (47 км/год)                                      | 25 вузлів (47 км/год)                                      |
| Робоча глибина занурення                                                                                                  | 300 м                                                      | 300 м                                                      |
| Гранична глибина занурення                                                                                                | більше 400 м                                               | більше 400 м                                               |
| Екіпаж | 111 осіб (з них 15 офіцерів)                               | 111 осіб (з них 15 офіцерів)                               |
| Розміри |                                                            |                                                            |
| Довжина найбільша (по КВЛ)                                                                                                | 138 м                                                      | 138 м                                                      |
| Ширина корпусу найб. | 12,5 м                                                     | 12,5 м                                                     |
| Середня осадка (по КВЛ)                                                                                                   | 10,6 м                                                     | 10,6 м                                                     |
| Водотоннажність надводна                                                                                                  | 12 640 т                                                   | 12 640 т                                                   |
| Водотоннажність підводна                                                                                                  | 14 335 т                                                   | 14 335 т                                                   |
| Силова установка |                                                            |                                                            |
| 1 × водно-водяний ядерний реактор K15 150 МВт, гребний електродвигун 41 500 к.с., допоміжні дизельні двигуни по 1225 к.с. |                                                            |                                                            |
| Гвинти | один гребний вал                                           | один гребний вал                                           |
| Озброєння |                                                            |                                                            |
| Торпедно- мінне озброєння                                                                                                 | Носові: 4 ТА 533-мм, 10 торпед L5 mod.3 і F17              | Носові: 4 ТА 533-мм, 10 торпед L5 mod.3 і F17              |
| Ракетне озброєння | 16 шахтних установок БРПЧ M51 8 крилатих ракет Exocet SM39 | 16 шахтних установок БРПЧ M51 8 крилатих ракет Exocet SM39 |

Підводні човни типу «Тріумфан» (фр. Triomphant, укр. «Тріумфатор») — серія французьких атомних підводних човнів з балістичними ракетами (ПЧАРБ), побудованих в 1997—2003 роках.
Тип «Тріумфан» є аналогом англійського «Вангард» і американського «Огайо», але внаслідок своєї відносної молодості має низку технічних переваг. Він відноситься до програми «Sous-Marin Nucléaire Lanceur d'Engins de Nouvelle Génération» (SNLE-NA; укр. «Підводний човен атомний з балістичними ракетами нового покоління»), згідно з якою шість сучасних ракетоносців мали прийти на заміну всім старим субмаринам такого ж призначення до 2010 року. Пізніше серію вирішили обмежити чотирма кораблями.
Підводні човни типу «Тріумфан» є головним (і єдиним) носієм стратегічної ядерної зброї Франції. Кожен ПЧАРБ несе до 16 балістичних ракет M51 з термоядерними боєголовоками індивідуального наведення.

## Історія розробки
Восени 1981 року Рада оборони під головуванням щойно обраного Франсуа Міттерана вирішила створити ПЧАРБ нового покоління для заміни застарілих човнів типу «Редутабль». Головний корабель повинен бути введений в експлуатацію протягом 1990-х. У 1986 році була затверджена програма розвитку МСЯС (Морських Стратегічних Ядерних Сил) на 1987–2010 роки, згідно з якою передбачалося побудувати шість підводних човнів нового класу «Тріумфан».
Згідно вимогам Ради оборони, нова серія ПЧАРБ мала бути тихішою, занурюватися глибше ніж попередній тип ПЧ та мати більший розмір корпусу та шахтних установок, щоб нести майбутні 55-тонні ракети M51, які мали замінити 35-тонні ракети M4 до 2010 року.
Дослідницькі роботи, що передували початку проєктування нової ПЧАРБ, вели відразу сім груп, роботу яких координувала спеціально створена ще в 1962 році для створення першого покоління французьких стратегічних підводних човнів типу «Редутабль» міжгалузева організація COELACANTHE. Засобами спостереження для підводних човнів займалася група GERDSM (Groupe d’Etudes et de Recherche de Detection Sous-Marine), акустичною скритністю корабля займалася група CERDAN (Centre d’Etudes et de Recherches pour la Discretion Acoustique des Navires), системами озброєння та проведенням випробувальних запусків ракет займалася група GETDL (Groupe d’Etudes Tubes et Direction de Lancement), засоби зв’язку розробляла група CERTEL (Centre d’Etudes et de Recherches en Telecommunication), автоматичну систему бойового управління (АСБУ) та інформаційне забезпечення розробляла група САРСА (Centre d’Analyse de systemes de Programmation et de Calcul), питаннями ППО, а також проєктуванням загально-корабельних систем, зокрема системою поповнення повітря і засобами освоєння океану, займалася група CESDA (Centre d’Etudes et d’experimentation des Systemes de Defense Aetienne). Подібна організація дослідницьких робіт була необхідною з огляду на складність завдання, поставленого перед проєктувальниками.
За планом усі нові човни мали бути озброєні ракетами М5, які розроблялися в той же час. Перший човен мав бути введений в експлуатацію у 1991 році. Спочатку його планувалося озброїти ракетами М4, щоб не пов'язувати будівництво з розробкою системи М5. Заміна ракетного озброєння, згідно з усталеною французькою практикою, планувалася під час першого капітального ремонту.
Розпад СРСР суттєво вплинув на програму розвитку МСЯС. Кількість запланованих для будівництва ПЧАРБ скоротилася з шести до чотирьох одиниць. Крім того, через затримки в розробці системи М5 було вирішено оснащувати побудовані човни ракетами М45. Ракета М45 була глибокою модернізацією ракети М4. Внаслідок модернізації дальність стрільби була збільшена до 5000—6000 км. Також була встановлена головна частина TN-75 з шістьма боєголовками індивідуального наведення (РГЧ ІН).
За масогабаритними показниками ракета М5 практично ідентична системі UGM-133 Trident II. Це пояснює незначну відмінність у конструкції та розмірах корпусу між кораблями типу «Тріумфан» і американськими ПЧАРБ типу «Огайо» (наприклад, діаметр корпусу човнів типу «Тріумфан» лише на 31 мм менший за діаметр корпусу «Огайо»).
Перший (головний) підводний човен Le Triomphant (S616) був спроєктований і побудований на верфі DCN в Шербурі. Підводний човен був спущений на воду в липні 1993 року і увійшов до служби в 1997 році. Останній (четвертий) корабель серії Le Terrible (S619) був закладений в жовтні 2000 року, а спущений на воду в березні 2008 року і введений до служби у вересні 2010 року.

## Характеристики
Основні тактико-технічні характеристики АПЧ класу «Тріумфан»:
- Довжина: 138 м
- Ширина: 12,5 м
- Осадка: 10,6 м
- Водотоннажність: надводна 12 640 т, підводна 14 335 т
- Швидкість: 25 вузлів
- Глибина занурення: можливо до 500 метрів
- Екіпаж: 111 осіб (15 офіцерів)

Енергетична установка ПЧАРБ типу Le Triomphant складається з головної (ГЕУ) і допоміжної (ДЕУ) енергетичних установок. Основним елементом ГЕУ є ядерний реактор водо-водяного типу К-15 потужністю 150 МВт. У реакторі ПЧАРБ Le Triomphant використовується низькозбагачений уран із ступенем збагачення 7-20 %, тоді як в американських і англійських човнових реакторах він досягає 95 %.
До взяття на озброєння ракет M51 на човнах були розміщені так звані «проміжні» ракети М45, які є покращеним варіантом ракети М4. Ці ракети мають головну частину типу РГЧ ІН, що розділяється, з шістьма ядерними боєголовками TN75, потужність кожною з яких становить 150 кт. З 2010 року ракети M45 замінені на більш досконалі M51, які мають до 10 ядерних боєголовок з індивідуальним наведенням, а їхня дальність становить близько 10 000 км.
Торпедно-ракетне озброєння включає 4 торпедних апарати калібру 533 мм, з яких можна стріляти торпедами ECAN L5 mod 3 або протикорабельними ракетами Екзосет SM39.

## Представники
| Назва         | Тактичний номер | Закладка       | Спуск на воду   | Введення в лад    | Статус               |
| ------------- | --------------- | -------------- | --------------- | ----------------- | -------------------- |
| Le Triomphant | S 616           | 9 червня 1989  | 26 березня 1994 | 21 березня 1997   | у складі ВМС Франції |
| Le Téméraire  | S 617           | 18 грудня 1993 | 21 січня 1998   | 23 грудня 1999    | у складі ВМС Франції |
| Le Vigilant   | S 618           | січень 1996    | 19 вересня 2003 | 26 листопада 2004 | у складі ВМС Франції |
| Le Terrible   | S 619           | 24 жовтня 2000 | 21 березня 2008 | 20 вересня 2010   | у складі ВМС Франції |

## Нещасний випадок
3 або 4 лютого 2009 лютого Triomphant зіткнувся з підводним човном британського флоту Vanguard. Повідомлялося, що Triomphant прийшов до Бреста власним ходом, але зі значним ушкодженням сонарного купола.